# Abbazia di Ballinskelligs

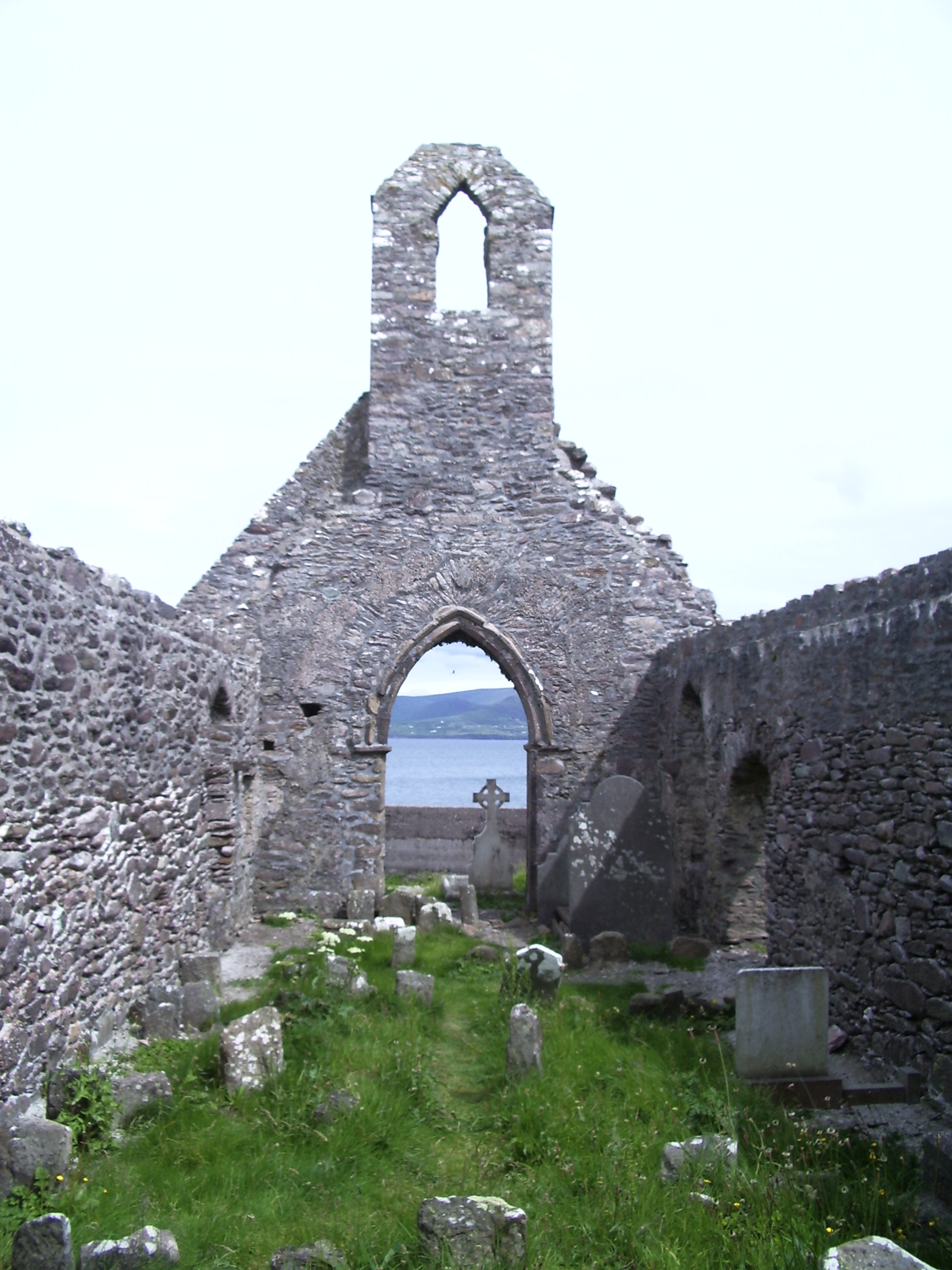
Rovine della chiesa a Ballinskelligs

L'abbazia di Ballinskelligs (anche: Ballinskelligs Priory) era un priorato nella contea di Kerry in Irlanda, di cui sono ancora visibili alcune rovine vicino alla città di Ballinskelligs sulla baia omonima, che prende il nome dal monastero.

## Storia
Il monastero fu probabilmente costruito nella prima metà dell'XI secolo, fondato dai monaci che avevano precedentemente vissuto a Skellig Michael. Intorno al 1210, il monastero passò all'Ordine Arrouaise, che viveva secondo la regola agostiniana, assieme al monastero di Rattoo, anch'esso situato nel Kerry. Nel 1555 il priorato apparteneva ancora all'ordine Arrouaise, ma nel 1585 il monastero cadde in possesso di John Blake.